# Fútbol Sala García
Il Fútbol Sala García è una squadra spagnola di calcio a 5 con sede a Santa Coloma de Gramenet.

## Storia
Fondato nel 1975, è il più antico club della LNFS. Durante le prime tre stagioni l'Industrias García disputò i campionati "Meyland" di Barcelona. Nella stagione 1978-79, si affiliò alla federazione catalana iniziando dalla terza divisione in cui rimase sino alla stagione 1985-1986, diventando campione di Catalogna e guadagnando l'accesso alla Primera Nacional. La stagione seguente l'Industrias García si aggiudicò anche il campionato di primera, arrivando alla massima divisione spagnola in cui è rimasta sino alla stagione 2004-2005. La migliore stagione della formazione catalana rimane quella del 1998-1999 dove guidata dal tecnico brasiliano Tachinha giunse a disputare la finale per il titolo persa per 3-0 per mano del Segovia. Al termine della stagione 2000-01 il presidente e fondatore Vicente García annuncia la cessione della società all'imprenditore vinicolo Alfonso García, pur rimanendo all'interno della dirigenza come presidente onorario. Contestualmente, la squadra assume la denominazione Fútbol Sala Marfil Santa Coloma e sposa una filosofia che privilegia il proprio settore giovanile. In occasione del quarantesimo anniversario della fondazione, la società annuncia il ritorno alle origini: in onore del suo fondatore, la squadra cambia nuovamente nome in Fútbol Sala García.

## Palmarès
- 1 Campionato di Catalogna 1985-1986